# Friedrich Bronsart von Schellendorf
Friedrich (Fritz) Heinrich Bruno Julius Bronsart von Schellendorf (* 16. Juni 1864 in Berlin; † 23. Januar 1950 in Kühlungsborn) war ein preußischer Generalleutnant und im Ersten Weltkrieg Chef des Generalstabs des osmanischen Feldheeres. Er war an führender Stelle am Völkermord an den Armeniern beteiligt.

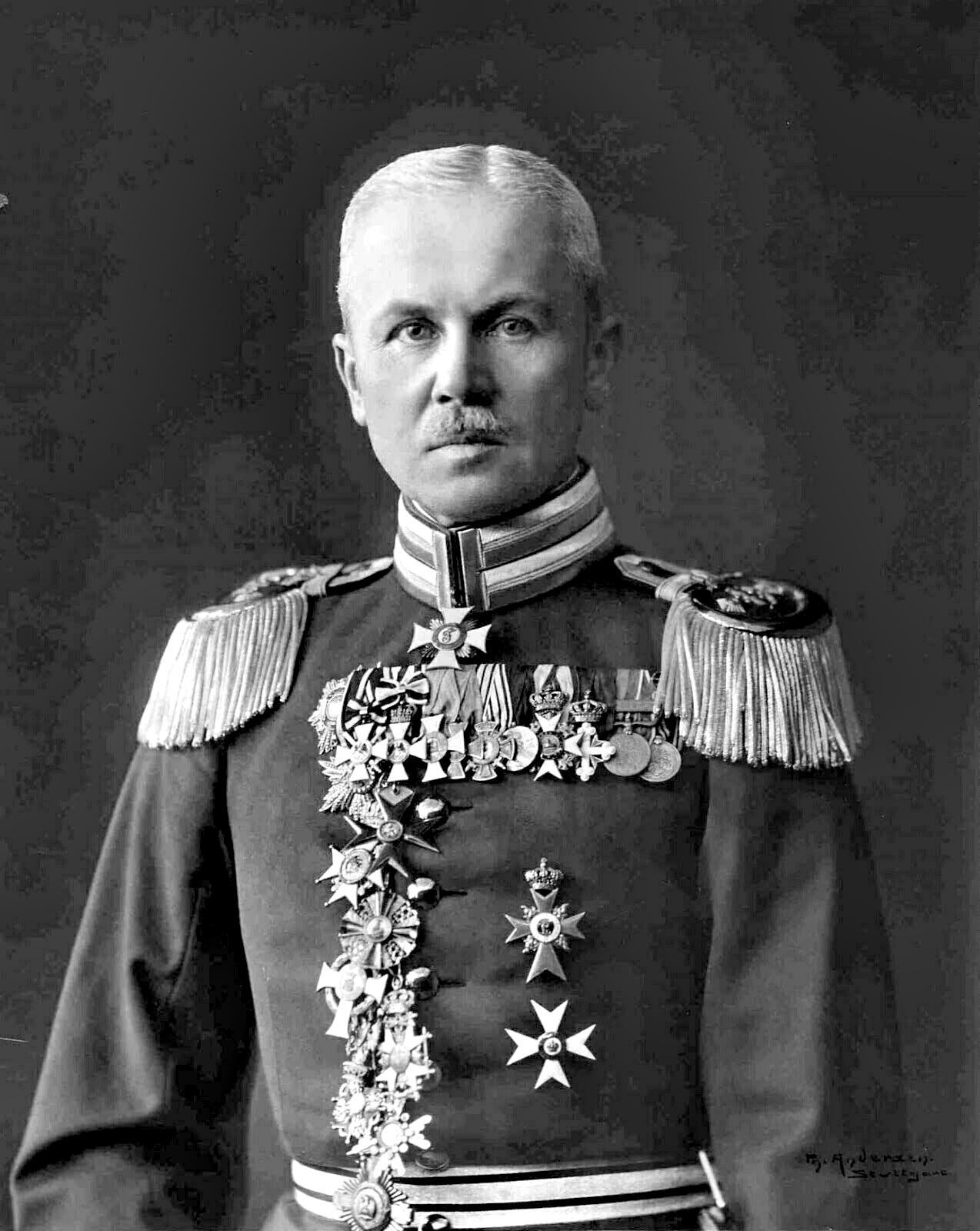
Friedrich Bronsart von Schellendorf als Oberst (1913)

## Leben

### Herkunft und Familie
Friedrich war der Sohn des preußischen Generals und späteren Kriegsministers Paul Bronsart von Schellendorff und wuchs auf dessen Rittergut im ostpreußischen Schettnienen auf. Er schlug wie alle seine Brüder eine militärische Laufbahn ein und heiratete 1887 in Schwerin seine Kusine Veronica Bronsart von Schellendorff (1867–1968). Die Botanikerin Huberta von Bronsart (1892–1978) ist ihre gemeinsame Tochter. Ihre ältere Schwester Rosalie (1889–1909) verstarb früh. Ein Vetter (und zugleich Schwager) Friedrichs war der Generalstabsoffizier Bernhard Bronsart von Schellendorff, der im Ersten Weltkrieg Stabschef verschiedener deutscher Armeen, hauptsächlich an der Westfront war.

### Militärlaufbahn
Am 15. April 1882 verließ Bronsart das Kadettenkorps und wurde als Sekondeleutnant dem in Potsdam stationierten 1. Garde-Regiment zu Fuß zugeteilt. Er begann eine Karriere als Generalstabsoffizier und studierte von 1890 bis 1893 an der Kriegsakademie, wo er Ende 1890 zum Premierlieutenant befördert wurde. Nur für drei Monate gehörte er 1893 der kaiserlichen Marine an, als er seinen Dienst in der 1. Matrosen-Artillerie-Abteilung versah. Im April 1894 wurde er für ein Jahr zur Dienstleistung beim Großen Generalstab abkommandiert, wo er zum Hauptmann befördert und im März 1895 zum Generalstab der Armee versetzt wurde. Am 12. September 1895 trat er zum Generalstab des IX. Armee-Korps über und ging im Dezember 1895 wieder in den Generalstab der Armee.
Bronsart wurde im September 1896 in das Oberkommando des Kaisermanövers berufen, das in diesem Jahr zwischen dem V. und VI. Armee-Korps ausgetragen wurde. Das Kaisermanöver, bei dem auch Kaiser Wilhelm II. zugegen war, bildete den alljährlichen Höhepunkt des militärischen Lebens im Deutschen Reich, und eine Beteiligung bedeutete für den jungen Generalstabsoffizier großes Prestige.

Bronsart von Schellendorf im Büro des osmanischen Generalstabschefs in Istanbul, links: sein Dolmetscher und enger Gehilfe Major Abdürrauf Bey

Im März 1898 wurde Bronsart nach Hamburg zum 2. Hanseatischen Infanterie-Regiment Nr. 76 versetzt und zum Chef von dessen 11. Kompanie ernannt. Im März 1900 wurde er in den Generalstab der Armee zurückversetzt und dem Generalstab der 17. Division überwiesen. Am 7. Juli 1901 wurde er in den Generalstab des 1. Garde-Regiments versetzt und am 19. September zum Major befördert. 1904/05 nahm er als Militärbeobachter im Gefolge des Hohenzollernprinzen Karl Anton mit der japanischen Armee am Mandschurischen Feldzug im Russisch-Japanischen Krieg teil und veröffentlichte 1906 ein Buch über diese Erfahrung: Sechs Monate beim Japanischen Feldheer.
Als Oberst wurde Bronsart von Schellendorf am 1. Oktober 1912 nach Württemberg kommandiert und zum Kommandeur des Grenadier-Regiments „Königin Olga“ (1. Württembergisches) Nr. 119 ernannt. Wohl aufgrund seiner Auslandserfahrung war er ein Jahr später als Militärattaché nach Bukarest entsandt und als im Oktober 1913 das Personal für die deutsche Militärmission im Osmanischen Reich zusammengestellt wurde, gefragt, ob er dabei sein wolle. Bronsart sagte zu und reiste im Dezember mit den führenden Offizieren der Mission nach Konstantinopel. Nachdem es gleich zu Jahresanfang 1914 zu unüberbrückbaren Spannungen zwischen dem Leiter der Mission, Otto Liman von Sanders, und der türkischen Militärführung unter dem neu ernannten Kriegsminister Enver Pascha gekommen war, wurde Friedrich Bronsart von Schellendorf als militärischer Attaché anstelle seines Vorgesetzten zur zentralen deutschen Figur im türkischen Hauptquartier. Da auf Grund der unklaren Verhältnisse in der jungtürkischen Regierung des Osmanischen Reiches eine Notifizierung als Militärattaché nicht erfolgen konnte, wurde er im Februar zum Chef des Generalstabs der osmanischen Armee ernannt. In dieser Funktion war er Organisationschef des türkischen Heeres und leitete insbesondere die Mobilmachungsvorbereitungen. Mit Otto von Feldmann, dem Chef der Operationsabteilung in der osmanischen Heeresleitung, gehörte er während des Ersten Weltkriegs zu den engsten Mitarbeitern des türkischen Kriegsministers Enver Pascha und stimmte alle militärischen Belange mit ihm ab.
Liman von Sanders drängte wegen der schweren osmanischen Niederlage an der Kaukasusfront im Winter 1914/15 (Schlacht von Sarıkamış), bei der Bronsart von Schellendorf überdies verletzt worden war, auf eine Abberufung Bronsarts, da er ihn, Feldmann und den deutschen Stabschef der türkischen Kaukasusarmee, Oberst Felix Guse, für das Fiasko mitverantwortlich machte. Enver hielt jedoch wie auch in den kommenden Jahren an Bronsart fest. Bronsart von Schellendorf entwickelte sich in der Folgezeit immer mehr zum Gegenspieler Limans und übernahm spätestens Mitte 1915 auch die Aufgaben des Militärattachés. Damit war er zusätzlich an die deutsche Gesandtschaft in Konstantinopel gebunden. Erst Ende November 1917 ließ ihn Erich Ludendorff schließlich auf Druck diplomatischer Kreise und des neuen deutschen Oberkommandierenden in Syrien und Palästina, Erich von Falkenhayn, aus der Türkei abberufen. Sein Nachfolger bei den Osmanischen Streitkräften wurde Hans von Seeckt. Bronsart von Schellendorf blieb eine Zeitlang stellungslos, kehrte nach Deutschland zurück und erhielt zum Ende des Krieges im September 1918 das Kommando der 4. Ersatz-Division an der Westfront. Nach Kriegsende schied er 1919 im Rang eines Generalleutnants aus dem Militärdienst aus. In seinen Erinnerungen beurteilte Ludendorff die Abberufung Bronsarts später als Fehler und erklärte, er habe nicht durchschaut, einer Intrige aufgesessen zu sein.

### Völkermord an den Armeniern

Fritz Bronsart (erste Reihe links) als Stabschef neben Enver Pascha bei einem Besuch in Jerusalem (1916)

Als Chef des Generalstabs der osmanischen Armee war Bronsart der wichtigste deutsche Offizier im türkischen Heer und wirkte in dieser Funktion am Völkermord an den Armeniern mit. Bronsart tritt in einigen Quellen sogar als maßgeblicher Architekt des todbringenden Deportationskonzepts und damit als einer der Initiatoren des Völkermords in Erscheinung. Der armenische Völkermordforscher Vahakn N. Dadrian fand in den Archiven viele Berichte, die ihm zufolge zeigen, dass Bronsart den direkten Befehl gab, die armenische Bevölkerung unter Inkaufnahme von Massakern und Massensterben zu deportieren.
Anfang 1919 vermerkte Friedrich Bronsart von Schellendorf in seinen Aufzeichnungen als Rechtfertigung des Genozides:

„Der Armenier ist, wie der Jude, außerhalb seiner Heimat ein Parasit, der die Gesundheit eines anderen Landes, in dem er sich niedergelassen hat, aufsaugt. Daher kommt auch der Hass, der sich in mittelalterlicher Weise gegen sie als unerwünschtes Volk entladen hatte und zu ihrer Ermordung führte.“

Am 24. Juli 1921 behauptete er in der Deutschen Allgemeinen Zeitung widersprüchlich zu den veröffentlichten Dokumenten, die Armenier hätten im Rücken der türkischen Armee ohne Grund einen Aufstand unternommen und ein Blutbad angerichtet. Daher sei die türkische Seite gezwungen gewesen, Konzentrationslager zu errichten, in denen versucht worden sei, den Armeniern das Leben erträglich zu gestalten. Einzelne Übergriffe seien vorgekommen, aber stets geahndet worden.

### Freundschaft mit Ludendorff
Friedrich Bronsart von Schellendorf war ein Jugendfreund und enger Unterstützer Ludendorffs. 1926 wurde er offizieller Vorsitzender des völkischen Tannenbergbundes, der als persönlicher politischer Verein Ludendorffs und seines rechtsradikalen Unterstützerkreises konzipiert war. Er trat aus der Kirche aus und bekannte sich zur neopaganen Philosophie von Mathilde Ludendorff. Im Herbst 1932 gab er die Führung kurz vor dem Verbot des Bundes auf.

### Nach 1919
Nach dem Ende seiner militärischen Laufbahn studierte Bronsart an der Hochschule Hohenheim Landwirtschaft. Dort war seine Tochter Huberta als Dozentin tätig. Anschließend zog er sich auf seinen Hof Runenberg (eigene Bezeichnung, auch als Angabe in Büchern angegeben, möglicherweise Anspielung auf das ostpreußische Familiengut Ruhnenberg) in Brunshaupten zurück. Während dieser Zeit hielt er Kontakt zu vielen aktiven Offizieren der Reichswehr. 1935 war er mit Reichswehrminister von Blomberg beim 70. Geburtstag Ludendorffs in Tutzing anwesend. Bronsart von Schellendorf publizierte auch noch bis 1941. In Kühlungsborn, wie sein Wohnort ab 1938 hieß, lebte er bis zum Tod. Sein Hof wurde 1947 enteignet.

## Schriften
- Klarstellungen zu dem Geschichtsbuche „Der Kriegsminister“ von H. O. Meisner, [Runenberg b. Brunshaupten (Mecklbg); Ostseebad Kühlungsborn] Köhler, Berlin 1941.[14]
- Deutscher Adel und Freimaurerei. K. H. Heine, 1929.
- Afrikanische Tierwelt II. Novellen und Erzählungen. Haberland, Leipzig 1915.
- Sechs Monate beim Japanischen Feldheer. E. S. Mittler & Sohn, Berlin 1906.